# Karen Abudinen
Karen Cecilia Abudinen Abuchaibe (Barranquilla, Atlántico; 24 de septiembre de 1976) es una abogada colombiana.
Fue secretaria de Gestión Social y secretaria de Educación de la Alcaldía de Barranquilla durante el mandato de Alejandro Char; directora de Primera Infancia y luego General del Instituto Colombiano de Bienestar Familiar (ICBF) durante el gobierno de Juan Manuel Santos; y consejera presidencial para las Regiones y Ministra de Tecnologías de la Información y las Comunicaciones (TIC) durante el gobierno de Iván Duque.
Durante su periodo al frente del ministerio TIC, algunos funcionarios de este, al igual que varias empresas, enfrentaron una investigación por contratación irregular, situación que condujo a que el Congreso citara a la ministra Abudinen para adelantar una moción de censura. Abudinen renunció a su cargo antes de que se llevara a cabo la votación.

## Biografía
Es abogada egresada de la Universidad del Norte (Colombia) con un máster en Legal Studies LLM de la Georgetown University. En su paso por la Alcaldía de Barranquilla como Secretaria de Educación Distrital, inició un convenio que buscaba mejorar el desempeño de estudiantes y profesores en las evaluaciones de calidad educativa mediante el acompañamiento de colegios públicos por parte de colegios privados.
Como directora del ICBF presentó campañas en contra del trabajo infantil y la explotación sexual de menores. A pesar de no contar con experiencia en el sector de las Tecnologías de la Información y las Comunicaciones, por su amplia trayectoria en el sector pública nacional y local, fue designada como Ministra de esta cartera, siendo la principal responsable del plan de despliegue de la tecnología 5G en Colombia. Renunció a su posición como ministra en septiembre de 2021, en medio del desarrollo del caso centros poblados, en un contexto de múltiples especulaciones, entre ellas varias que apuntaban a unas mayorías suficientes en el Congreso como para que la moción de censura en su contra prosperara y lograra removerla del cargo.

## Trayectoria pública
Abudinen se ha desempeñado en diversos cargos, incluyendo el sector público, ha sido consultora Especialista de Capacidad Institucional y Finanzas en el Banco Interamericano de Desarrollo entre noviembre de 2002 y febrero de 2008. Consultora Especialista del Sector Público en la Unidad de Desarrollo del Sector Público para la Región América Latina y el Caribe del Banco Mundial entre marzo de 2008 y abril de 2009.
Fue designada por la alcaldesa Elsa Noguera como Secretaria de Gestión Social de la Alcaldía de Barranquilla entre enero de 2012 y agosto de 2014 y Secretaria de Educación Distrital de la Alcaldía de Barranquilla durante la administración de Alejandro Char, entre febrero de 2016 y agosto de 2017.

### Directora del ICBF
El presidente Juan Manuel Santos la posesionó como directora del Instituto Colombiano de Bienestar Familiar desde el 14 de agosto de 2017 hasta el 15 de julio de 2018. Como Directora del ICBF, Karen Abudinen lideró estrategias en contra del trabajo infantil y la explotación sexual en varias ciudades de Colombia.
También impulsó campañas para prevenir el uso de pólvora durante la temporada decembrina y un programa conocido como Operación Guajira para garantizar los derechos de "los niños, niñas, adolescentes y familias de La Guajira".

### Consejera Presidencial
En el gobierno del presidente Iván Duque fue nombrada Consejera Presidencia para las Regiones desde el 7 de agosto de 2018; como Alta Consejera Presidencial para las Regiones, fue la encargada de liderar los Talleres Construyendo País de la Presidencia de la República.

### Ministerio de Tecnologías de la Información y Comunicaciones
Abudinen tomó posesión como ministra en mayo de 2020 tras la renuncia de la ministra Sylvia Constaín.
El 9 de septiembre del año 2021 el presidente Iván Duque prescinde del cargo de Abudinen en su gobierno, solicitándole la renuncia en medio de las denuncias por contratación irregular en MinTic por el contrato de "Puntos Digitales", donde se desconoce el paradero de cerca de 70.000 millones de pesos.
Acatando la solicitud del Presidente, Abudinen renuncia como Ministra el 9 de septiembre de 2021.

### Alcaldesa (ad hoc) de Sincelejo
Abudinen fue nombrada alcaldesa ad hoc de la ciudad para encargarse de los temas relacionados con la bioseguridad en la recolección de firmas de cara a la revocatoria del mandato del alcalde Andrés Gómez Martínez. El Alcalde continúa en el cargo en plenitud de sus funciones, por lo que las responsabilidades de Abudinen se limitarán a las recomendaciones de las medidas de bioseguridad.

## Controversias

### Denuncia por contratación irregular
Desde diciembre de 2020, el medio W Radio venía denunciando posibles irregularidades en un proceso de licitación en el MinTic, toda vez que había un proponente que según dichas informaciones no cumplía con los requisitos para competir con las demás empresas que participaban del proceso de licitación, pues no tenía experiencia prestando servicios de conexión a Internet, mientras que había empresas reconocidas de sector como ETB o Claro en la puja por el contrato. En agosto de 2021, la cartera enfrenta acusaciones por la presunta adjudicación irregular de recursos públicos por parte del ministerio a su cargo. Inicialmente la periodista Paola Herrera de W Radio (Colombia) informa de presuntas irregularidades en el contrato por 1.07 billones de pesos (280 millones de dólares aproximadamente) para instalar centros digitales en escuelas rurales en regiones apartadas del país y que fue adjudicado en parte a la unión temporal Centros Poblados que recibió un anticipo de 70 mil millones de pesos (18 millones de dólares). Dicha entidad durante el proceso de licitación presuntamente habría presentado tres pólizas falsas, y según la investigación no contaría con la experiencia en el campo de conectividad digital ni la capacidad financiera para ejecutar el contrato. 
Al incumplir el contrato, la firma "Centros Poblados" fue citada a conciliación junto al Banco Itaú. Al momento de indagar sobre las garantías, el banco manifiesta que las pólizas son falsas, pues no habían sido emitidas por el banco y se trataba de documentos adulterados, saliendo el escándalo a la luz pública. Posteriormente, Efraín González, uno de los socios de la firma contratante, denuncia que su firma en el contrato fue falsificada y que desconoce el paradero de los recursos girados.
El 13 de agosto de 2021, la ministra solicitó declarar la caducidad del contrato e hizo un llamado a los entes de control para que investigaran las irregularidades, esto a pesar de que las irregularidades se venían denunciando desde diciembre de 2020 incluso antes de que la firma "Centros poblados" fuera escogida; es decir, que se había escogido dicha firma aún cuando ya existía conocimiento de las mencionadas irregularidades.
Se destaca dentro del presunto acto de corrupción: 
- Se avaló un anticipo por 70 000 millones de pesos y otro pago adicional por 21 000 millones (este último no se hizo efectivo). El pago contó con aprobación de la Interventoría externa y personal propio del Ministerio de Tecnologías de la Información.
- Las dos firmas que hacen parte del consorcio "Centros Poblados", tienen el mismo NIT o registro tributario, habiéndose cambiado únicamente el nombre de las empresas (FUNTIC).
- FUNTIC se encuentra bajo investigación por la pérdida de 25 mil millones de pesos por otro contrato anterior con el Estado colombiano, los cuales tampoco han sido recuperados.
- Se aprobaron las pólizas falsas presentadas por el representante legal de "Centros Poblados", Luis Fernando Duque Torres.

Dentro del contrato llama la atención que las dos firmas que conforman el consorcio tiene el mismo NIT (Número de Identificación Tributaria en Colombia), es decir, son en realidad la misma empresa. Esta empresa (denominada FUNTIC) ya tiene problemas jurídicos por una contratación anterior referente a los contratos de bilingüismo para La Guajira, su representante legal es el mismo accionista (con el 70% de la propiedad) de la empresa Nuovo Security a la cual le transfirieron más de 58 000 millones de pesos en este contrato sujeto a investigación.
Tras la revelación de las irregularidades la ministra fue citada para el 3 de septiembre de 2021 a una moción de censura por parte de los partidos políticos de oposición en el congreso de la república. Varios sectores políticos y de la opinión pública pidieron la renuncia de la ministra, a la vez que la Procuraduría General de la Nación encontró méritos para iniciar investigación formal contra la ministra. Sin embargo, el 24 de septiembre de 2024, La Procuraduría cerró definitivamente el proceso disciplinario contra la exministra al no establecer ninguna conducta irregular o existencia de responsabilidad.
Ante las revelaciones, en el mes de agosto de 2021 el presidente de la República Iván Duque reiteró su apoyo a la ministra, de quien expresó que "es una mujer honorable, trabajadora y ha tenido siempre como bandera la pulcritud y la gran capacidad ejecutiva en el sector público”.
Sin embargo, el miércoles 9 de septiembre Duque prescinde del cargo de Abudinen, solicitándole su renuncia como ministra de Tecnologías de la Información y las Comunicaciones debido a las irregularidades en el contrato de "Puntos Digitales". El mismo día, Abudinen acata la solicitud y abandona su cargo en el Ministerio.
La moción de censura fue rechazada el 10 de septiembre en la Cámara de Representantes, con una votación de 56 votos a favor de la moción y 30 en contra; la razón por la cual no fue aprobada pese a ser votada por la mayoría fue que se necesitaban 86 votos para ser efectiva.

### Petición a la Real Academia de la Lengua
Abudinen solicita a la RAE desmentir que su apellido sea sinónimo de robar, esto debido a que ante el presunto caso de contratación irregular anteriormente citado, algunos ciudadanos consultaron a la Real Academia de la Lengua si el verbo "abudinear", derivado del primer apellido de la ministra ("Abudinen"), podía usarse como sinónimo de robo o estafa, a lo que la RAE respondió que se documentaba el uso de la palabra.
Lo anterior es práctica habitual de la RAE y hace parte de los pasos para incorporar una palabra nueva al idioma, aunque no signifique que automáticamente dicha palabra se vuelva parte del idioma y en este caso especialmente teniendo en cuenta el corto lapso (dos días) entre la propuesta de algunos ciudadanos a la RAE y el reclamo de Abudinen vía Twitter.
En el caso de Abudinen, la RAE complementa que su respuesta vía Twitter no significa que la palabra se haya aceptado o que se haya incluido en el diccionario, no obstante la Real Academia tampoco rectifica el hecho de que efectivamente se documentó.

### Moción de censura y renuncia como ministra
En agosto de 2021, en el marco del escándalo de corrupción del caso centros poblados, representantes a la cámara de la oposición, citaron a un debate de moción de censura a Abudinen el debate fue programado para el viernes 3 de septiembre de 2021 por la Presidenta de la Cámara, Jenifer Arias, y se llevó a cabo con fuertes enfrentamientos entre los representantes del Partido Verde (citantes) y miembros del gobierno de Iván Duque y del partido Centro Democrático, Karen Abudinen se defendió airadamente, diciendo que ella no tenía nada que ver con la corrupción que había acontecido y amenazó con entablar acciones legales contra los congresistas que la habían criticado, para defender su honra, aunque días después se retractó. A pesar de contar abiertamente con el respaldo del presidente Duque, poco a poco los partidos de las mayorías parlamentarias gobiernistas empezaron a apoyar la moción de censura en su contra, principalmente por la gravedad del escándalo y la cercanía de las elecciones de 2022, situación que obligó al presidente Duque a pedirle la renuncia a la ministra, para que saliera del cargo antes de ser removida por los parlamentarios, el 9 de septiembre de 2021, un día antes de la votación, Abudinen anunció su renuncia irrevocable con la salida de la ministra, bajó la presión social al congreso para votar la moción de censura, por lo que, el 10 de septiembre de 2021, cuando por fin se votó, la mayoría de los parlamentarios se abstuvieron de votar, razón por la cual, si bien hubo una amplía mayoría de votos a favor de la censura de la ministra que ya había renunciado, no se alcanzó el quorum necesario para aprobar la moción de censura.